# Kolo Salé
Kolo Salé (ou Kolossale, Kolosali) est une localité du Cameroun située dans le département du Mayo-Sava et la Région de l'Extrême-Nord, à proximité de la frontière avec le Nigeria. Elle fait partie de la commune de Mora et du canton de Boundéri. 

## Population
En 1966-1967, la localité comptait 54 habitants, des Arabes choua.
Lors du recensement de 2005, on y a dénombré 104 personnes.